# Ejby Ådal
 Ejby Ådal  er en naturskønt område, langs den nedre del af Ejby Å som bugter sig ned mod Isefjorden i Lejre Kommune i Hornsherred, 3 kilometer sydvest for Kirke Hyllinge øst for Holbæk. Ådalen er sammen med kystskrænterne ud mod Isefjorden både fredet, udpeget som Natura 2000-område og som en geologisk naturperle af GEUS.

## Landskabet
Ejby Å løber i sine sidste kilometer i en dyb U-formet dal – en tunneldal fra øst til vest, hvis sider bliver stedse stejlere. Til sidst er der næsten 30 meters højdeforskel mellem åen og skræntkronen.
Til begge sider for ådalen rejser sig de ligeledes stejle kystskrænter med en smal bræmme af hævet havbund foran, idet landet har hævet sig omkring fire meter siden Littorinahavets maksimum. Det højeste punkt nås mod syd på Flækkebakke med 31 meter, der på toppen krones af en bronzealderhøj. Herfra er et vældigt udsyn over fjordlandskabet.
Ådalen er dannet for omkring 15 000 år siden af vandmasserne ved isens afsmeltning. Kystskrænterne er skabt ved stenalderhavets erosion af kysten. På den tid var det inderste af dalen en lavvandet fjord. Toppene af de småbakker, der ligger yderst i dalen, er resterne af den gamle fjordbund, som åen siden har gravet sig ned i.
På skrænternes sider ses parallelt løbende udskridninger, de såkaldte ”fårestier”. De er trods navnet et geologisk fænomen, der skyldes naturlige udskridninger af den vegetationsholdte overflade. En anden sag er så, at dyrene elsker at gå på dem og dermed forstærker terrasseringen.
Selve åen er et fint eksempel på et ureguleret naturligt slynget åforløb, der yderst endda danner det fineste minidelta.
Ud for de stejle kystskrænter bryder okkerfyldte væld frem, der farver strandens mange sten brune.
Ejby Ådal knytter sig til et retlinet nord-vest forløbende topografisk element, der sandsynligvis skyldes en undergrundsstruktur i kalklagene – en forkastning – en såkaldt skjult dal. Dette element gav sig under den seneste afsmeltning udslag i en sprækkezone, der må have ført meget store mængder af smeltevand i høj fart, hvilket giver sig til kende i meget grove smeltevandsaflejringer langs hele Ejby Ås forløb f.eks. ved Ejby Stenstrøning og ved Uglestrup Mose.

## Plantelivet
Ejby Ådal og kystskrænterne hører til blandt Danmarks allerfineste botaniske lokaliteter, hvor der er registreret over 450 forskellige plantearter, her i blandt arter flere sjældenheder.
Her findes tør overdrevsvegetation på skrænterne navnlig de vest- og sydvendte, fugtige enge med væld ved foden af skrænterne og i dalbunden og så strandens flora yderst mod vandet.

## Dyrelivet
Ejby Å er en vigtig gyde og opvækstplads for havørred. Selve ådalen rummer en rig og alsidig insektfauna og masser af markfirben i digerne.
I fem små gravede frødamme søger man at sikre de sjældne padder, f.eks. løgfrø der rent faktisk lugter af løg. Løgfrøen er også registreret i vandhuller ovenfor kystskrænterne. Desuden findes spids- og butsnudet frø samt skrubtudse.
Det ret sjældne markfirben forekommer talrigt på de tørre skrænter.

## Neandertalerne ved Ejby
På kystskrænten lige syd for ådalen ligger i ca. 10 meters højde et lag grus med marine muslingeskaller fra Eem-tiden – den sidste mellemistid. Under dette ligger moræne fra forrige istid og over dette moræne fra sidste istid.
Stedet er et af de få steder i Danmark, hvor Eem-lag er blottede. I selve laget har politibetjent Erik Madsen fra Holbæk i 1960'erne udgravet tydeligt tilhugget flint. Desuden er over 300 tilsvarende stykker fundet på skrænten og på kysten i sekundært leje. Laget blev i første omgang tidsfæstet til Eem ved hjælp af forekomst af muslingeskaller. Det betød, at det var neandertalerne – fladskallerne, der havde skabt redskaberne.
Geologerne accepterede straks dette, mens arkæologerne forholdt sig tvivlende til mennesker i Danmark i sidste mellemistid og betvivlede dateringen, selv om flintredskaberne stærkt lignede nordtyske og engelske fund fra samme tid. I 1998 har geologer fra Roskilde Universitet foretaget en ny udgravning på stedet, hvor der nu også blev foretaget pollenanalyser. Disse viste, at landet dengang var skovklædt med avnbøg som den dominerende træsort og med et klima lidt lunere end vort. Samtidig bidrog Risø med termolumnicensdateringer af Eem-laget. Disse viste aldre fra 121.000 til 140.000 år med en usikkerhed på ca. 10.000 år, hvilket bekræftede, at stenene er bevis på, at der i Eem-tiden har ligget en neandertalerboplads i området.